# Magnus-Hirschfeld-Preis
Der Magnus-Hirschfeld-Preis, auch Magnus-Hirschfeld-Emanzipationspreis, wird seit 1997 von der SPD Berlin und den Schwusos (heute: SPDqueer, Deutschlands ältester LSBT-Gruppe) vergeben.
Der mit 500 Euro dotierte Preis wurde auf Anregung der Landesarbeitsgemeinschaft schwuler Sozialdemokraten von der SPD gestiftet und erstmals zum 100. Jahrestag der Gründung des wissenschaftlich-humanitären Komitees am 15. Mai 1897 durch den Arzt und Sexualwissenschaftler Magnus Hirschfeld vergeben. Seither wird er in unregelmäßigen Abständen für besondere Verdienste um die politische Gleichstellung von Lesben und Schwulen verliehen. Die Ehrung erfolgt durch Überreichung einer Plakette mit dem Porträt von Magnus Hirschfeld.
Ursprünglich war eine Verleihung in den drei Kategorien „Frau“, „Mann“ und „Gruppe“ geplant. In der Kategorie „Mann“ war 1997 auf Vorschlag der Gruppe „Homosexuelle und Kirche“ eine Ehrung von Helmut Kentler für den Abbau von Vorurteilen gegen Homosexuelle innerhalb der Kirchen vorgesehen. Aufgrund eines Artikels von Ursula Enders über umstrittene Positionen von Helmut Kentler, Rüdiger Lautmann und Reinhart Wolff zu Pädophilie und Päderastie wurde die Preisverleihung an Kentler bis zu einer sorgfältigen Prüfung zunächst kurzfristig „ausgesetzt“ und Ende Juni 1997 ganz zurückgezogen.
Seither wird der Preis jeweils zweifach vergeben: Zum einen wird jeweils eine Person für ihr Lebenswerk bzw. eine Einzelleistung ausgezeichnet, zum anderen eine Institution oder ein Projekt, wobei das Hauptkriterium jeweils eine herausragende Leistung um die Emanzipation von Lesben, Schwulen und Transgenderpersonen ist.

## Preisträger
- 1997: Käthe Weiß für ihr langjähriges Engagement beim Aufbau von Lesbenprojekten und die Gewerkschaft ÖTV für ihr Engagement im Interesse von Lesben und Schwulen.[6]
- 2000: Joachim Müller für die Aufarbeitung der Verfolgung homosexueller Männer in der Zeit des Nationalsozialismus; und Vorspiel – Sportverein für Schwule und Lesben Berlin.
- 2004: Ernst-Detlef Mücke für sein Lebenswerk als schwuler Lehrer, der seit 1974 für die Anerkennung von Homosexuellen kämpfte; das LSVD-Zentrum für Migranten, Lesben und Schwule (MILES).[11]
- 2012: Dagmar Schultz für ihr Lebenswerk als eine der ersten Aktivistinnen der Lesben- und Frauenbewegung seit den 1970er Jahren[12]; Tennis Borussia Berlin e.V. für sein Engagement in der Kampagne "Fußballfans gegen Homophobie".[13]
- 2015: Conny Hendrik Kempe-Schälicke als Gründungs- und Vorstandsmitglied von Seitenwechsel Sportverein für FrauenLesbenTrans*Inter* und Mädchen e.V. und Schwules Museum* Berlin.[14]
- 2017: Annet Audem, Menschenrechts- und LGBTI*-Aktivistin, und der Verein RuT Rad und Tat, gemeinnütziges Beratungs- und Kulturzentrum, das ein Wohnprojekt für lesbische Frauen mit und ohne Behinderung initiierte.[15][16]